# 奥津渓
奥津渓（おくつけい）は、岡山県鏡野町にある景勝地。県内を流れる吉井川上流（=奥津川）にある渓谷で、国の名勝に指定されている（昭和7年に指定）。約3kmに及ぶ渓谷で周辺は湯原奥津県立自然公園に指定されている。

## 地理
一帯は花崗岩から成り、それが長い間浸食され続けることでできた渓谷で、無数の甌穴が見られるのが特徴。また、清流でも知られ、一帯にはカジカが繁殖する。
四季折々の変化が美しく、春にはシャクナゲ、ツツジ、コブシが自生し、秋の紅葉、冬には樹氷も見られる。また、足踏み洗濯の実演で有名な奥津温泉はこの奥津渓のすぐ上流にある。